# Paul-Julien de Jouffrey
Paul-Julien de Jouffrey est un homme politique français né le 29 avril 1775 à Troo (Loir-et-Cher) et décédé le 3 juillet 1851 au château de la Voûte à Troo.

## Biographie
Fils du marquis Paul de Jouffrey, seigneur de la Voûte, Pineaux, la Petite Salle et autres lieux, lieutenant-colonel d'infanterie, et de Marie Jacqueline de Launay de Cohardon, dame de Bedon et autres lieux.
Il est présenté  de minorité le 29 janvier 1780 dans l'ordre de Saint-Jean de Jérusalem mais ne prononcera pas ses vœux de chevalier de l'Ordre, il épouse Élisabeth Joséphine Marie de Brunier, descendante d'Abel Brunier. Élève de la Marine en 1788, il sert dans l'armée de Condé sous la Révolution, obtenant le grade de chef d'escadron en 1801.
Officier d'état-major au 3e corps de l'Armée royale de Vendée en 1814, il devient chef d'escadron de la garde royale et de la Gendarmerie royale de Paris, commandant les adjudants de la ville de Paris en 1823.
Propriétaire terrien, il est maire de Fondettes et député d'Indre-et-Loire de 1815 à 1816, siégeant comme royaliste dans la majorité de la Chambre introuvable.
Chevalier de l'ordre de Saint-Louis, il est fait chevalier de la Légion d'honneur le 23 mai 1825.

## Sources
- « Paul-Julien de Jouffrey », dans Adolphe Robert et Gaston Cougny, Dictionnaire des parlementaires français, Edgar Bourloton, 1889-1891 [détail de l’édition]
- Louis de La Roque, Catalogue des Chevaliers de Malte appelés successivement Chevaliers de l'Ordre Militaire et Hospitalier de Saint-Jean de Jérusalem, de Rhodes et de Malte 1099 — 1890, Paris, Alp.Desaide, 1891